# Gregory H. Robinson
Gregory H. Robinson FRSC est un chimiste inorganique synthétique américain et professeur émérite de chimie à l'Université de Géorgie. Les recherches de Robinson se concentrent sur les motifs de liaison inhabituels et la chimie à faible état d'oxydation des molécules contenant des éléments du groupe principal tels que le bore, le gallium, le germanium, le phosphore, le magnésium et le silicium. Il a publié plus de 150 articles de recherche et a été élu à l'Académie nationale des sciences en 2021,.

## Éducation
Robinson a obtenu sa licence à l'Université d'État de Jacksonville (1980) et son doctorat à l'Université d'Alabama (1984),. Il a rejoint la faculté de l'Université de Géorgie en 1995.

## Découvertes
Robinson a fait un certain nombre de découvertes fondamentales dans le domaine de la chimie inorganique synthétique. Bon nombre de ces découvertes concernaient des molécules inhabituelles impliquant les éléments du groupe principal.
Les molécules aromatiques constituent une classe particulièrement importante de composés organiques. En général, les molécules aromatiques contiennent des systèmes cycliques à base de carbone planaires. De plus, les molécules aromatiques possèdent également une stabilité améliorée en raison de la délocalisation des électrons. La molécule aromatique emblématique est le benzène, C 6 H 6. Le concept traditionnel d’aromaticité repose sur le fait que les métaux étaient considérés comme incapables de présenter un comportement aromatique traditionnel. Robinson a découvert que le métal du groupe principal, le gallium, s'il était correctement contraint, pouvait présenter un comportement aromatique. Le groupe de Robinson a préparé un composé contenant un cycle à trois chaînons d'atomes de gallium dans un dianion, [R 3 Ga 3 ] 2- (R = grand ligand organique). Ce dianion [R 3 Ga 3 ] 2- s'est avéré isoélectronique avec Ion cyclopropénium, [Ph 3 C 3 ] +. Ainsi, le concept de « métalloaromaticité », la proposition selon laquelle un système cyclique métallique pourrait présenter un comportement aromatique traditionnel historiquement limité aux systèmes cycliques carbonés (c'est-à-dire le benzène), a été réalisé expérimentalement.
La chimie du bore, le cinquième élément du tableau périodique, est aussi riche que variée. Cependant, il n’a pas été démontré que le bore s’engage dans des liaisons multiples robustes comme son voisin périodique, le carbone. Robinson a utilisé une classe de bases organiques connues sous le nom de carbènes (L:) pour préparer le premier composé neutre contenant une double liaison bore-bore, le premier diborène, avec la synthèse et la structure moléculaire de L:(H)B=B(H):L,. La chimie des molécules contenant des liaisons multiples bore-bore est aujourd’hui un domaine de recherche florissant.
Robinson a utilisé une technique similaire pour préparer un composé très inhabituel contenant une double liaison silicium-silicium, les deux atomes de silicium résidant dans l'état d'oxydation formel de zéro, L:Si=Si:L. Essentiellement, ce composé représentait un moyen de stabiliser les allotropes diatomiques hautement réactifs du silicium à température ambiante. Depuis cette découverte, plusieurs autres molécules ont été préparées par la suite, dont le diphosphore,,.

## Publications
Robinson a publié plus de 150 articles de recherche, notamment :
- Wang, Y.; Quillian, B.; Wei, P.; Wannere, CS; Xie, Y.; King, RB; Schaefer, HF III; Schleyer, PVR; et Robinson, GH, « Un diborène neutre stable contenant une double liaison B=B », Journal of the American Chemical Society 2007, 129, 12412–12413 [7];
- Wang, Y.; Xie, Y.; Wei, P.; King, RB; Schaefer, HF III; Schleyer, PVR; et Robinson, GH, « Diphosphore stabilisé au carbène », Journal of the American Chemical Society 2008, 130, 14970–14971 [10];
- Wang, Y.; Xie, Y.; Wei, P.; King, RB; Schaefer, HF III; Schleyer, PVR; et Robinson, GH, « Un composé de silicium (0) stable avec une double liaison Si=Si », Science 2008, 321, 1069-1071[12];
- Wang, Y.; Chen, M.; Xie, Y.; Wei, P.; Schaefer, HF III; Schleyer, PVR; et Robinson, GH, « Stabilisation des oxydes de silicium insaisissables », Nature Chemistry 2015, 7, 509–513[13];
- Wang, Y.; Hickox, HP; Xie, Y.; Wei, P.; Blair, SA; Johnson, MK; Schaefer, HF III; et Robinson, GH, « Un radical dithiolène anionique stable », Journal de l'American Chemical Society. 2017, 139, 6859-6862[14];
- Wang, Y.; Xie, Y.; Wei, P.; Blair, SA; Cui, D.; Johnson, MK; Schaefer, HF III. ; et Robinson, GH, « Radicaux dithiolènes de bore stables », Angewandte Chemie, édition internationale 2018, 57, 7865-7868[15];
- Wang, Y.; Xie, Y.; Wei, P.; Schaefer, HF III. ; et Robinson, GH, « Chimie redox d'un radical dithiolène anionique », Dalton Transactions 2019, 48, 3543-3546[16];
- Wang, Y.; Tope, CA; Xie, Y.; Wei, P.; Urbauer, JL; Schaefer, HF III. ; et Robinson, GH, « Agent de transfert de disilicium stabilisé au carbène : synthèse d'un complexe de silicium diatonique tris(dithiolène) », Angewandte Chemie, édition internationale 2020, 59, 8864-8867[17];
- Wang, Y.; Xie, Y.; Wei, P.; Blair, SA; Cui, D.; Johnson, MK; Schaefer, HF III. ; et Robinson, GH, « Un anion radical dithiolène nu stable et une ouverture de cycle THF synergique », Journal of the American Chemical Society 2020, 142, 17301-17305 [18]
- Wang, Y.; Tran, PM; Xie, Y.; Wei, P.; Glushka, JN; Schaefer, HF III. ; et Robinson, GH, « Zwitterions dithiolènes (L 0 ) stabilisés au carbène », Angewandte Chemie, édition internationale 2021, 60, 22706-22710[19].

## Récompenses
- Maître de conférences distingué Sigma Xi (2004–2005)[20];
- Prix de recherche créative Lamar Dobb (2010)[21],[22];
- Prix de recherche Humboldt (2012)[23],[24];
- Prix F. Albert Cotton en chimie inorganique synthétique (2013)[25],[26];
- Prix d'excellence du corps professoral de la SEC (2014)[27],[28];
- Membre de la Royal Society of Chemistry (en) (2017)[29],[30];
- Élu à l'Académie nationale des sciences (2021)[2],[3].